# Jonathan Zapata
Jonathan Alexander Zapata Palacios (ur. 3 października 1994 w León) – nikaraguański piłkarz występujący na pozycji pomocnika, od 2019 roku zawodnik Diriangén.